# ネクスト (企業)
株式会社ネクスト (英: Next inc.) は、アーティスト・タレント・俳優・女優・声優・モデルのマネジメントや新人開発、音楽・映像コンテンツの企画制作・発売、番組制作、フェス・舞台公演主催などをホールディングス全体で行う、総合エンターテインメント企業である。
音楽スタジオの運営も手がけている。関連会社では、ユニバーサル・ミュージックと提携したメジャーレーベルを持ち、ものまねメイクファンタジスタ「ざわちん」のCDリリース、『春香クリスティーン』『たんぽぽ』『椿鬼奴』などとジャケットコラボレーションしたCDのリリース、東京ボーイズコレクションとのイベントコラボや、テレビ東京系「ムシキング」アニメ「ちょこッとSister」などを担当したアーティストも輩出する。
2015年には、イオンとコラボレーションしたダンスコンテストを開催した。
女優×音楽アーティスト、モデル×タレントといった複合型タレントの輩出に力を入れている。